# Каспарян Генріх Мойсейович
Ге́нріх Мойсе́йович Каспаря́н (вірм. Հենրիկ Գասպարյան, рос. Генрих Моисеевич Каспарян; 27 лютого 1910, Тифліс — 27 грудня 1995, Єреван) — радянський та вірменський шахіст і шаховий композитор. Перший вірменський майстер спорту з шахів (1936). Заслужений майстер спорту СРСР (1956); міжнародний майстер з шахів (1956); гросмейстер (1972) і міжнародний арбітр з шахової композиції (1956). Один із найвідоміших етюдистів усіх часів.

## Життя і творчість
У 1917 році вступив у Тифліське реальне училище. Після приходу до влади комуністів училище перетворено на трудову школу, де він продовжував навчання в 1922—1925 роках. Був одногрупником відомого в майбутньому письменника Іраклія Адроникова. Гри в шахи навчився від старшого брата Рубена в 13-річному віці.
Закінчив Тифліський політехнічний інститут ім. В. Леніна (1926—1931). Першим турнірним успіхом у шахах була перемога на масовому турнірі в Тифлісі 1926, організованого редакцією газети «Заря Востока» і Радою профспілок Грузії, де змагалося близько 600 гравців. Через відсутність відповідних місцевих шахових гуртків удосконалював теорію самостійно, вивчав спеціалізовану літературу й періодику. У 1927—1930 роках складав шахові задачі, пізніше повністю перейшов на етюди. Був сильним практичним шахістом, 1929 року отримав I категорію (тоді ще не було розряду «кандидат у майстри»), виступав за збірну Тифліса. Чемпіон ЗРФСР 1935, віце-чемпіон ЗРФСР 1933 року з шахів. У 1936 році переїхав до Єревана. Перемігши Віталія Чеховера в матчі за звання майстра (Єреван, від 6 до 28 травня 1936), став першим вірменським майстром спорту з шахів.
10-разовий чемпіон Вірменії (1934—1956), 3-разовий чемпіон Тбілісі (1931, 1937 і 1945) з шахів. 4 рази виступав у фіналах чемпіонатів СРСР.
Створив понад 400 шахових етюдів, з яких близько 300 відзначені на конкурсах (80 — першими призами). Автор ряду книг, присвячених етюдній композиції та її історії (писав з 1957 року). 6-разовий переможець чемпіонату СРСР з шахової композиції з розділу етюдів. До альбомів ФІДЕ ввійшли 175,83 його композиції.